# Ост-індійський корабель

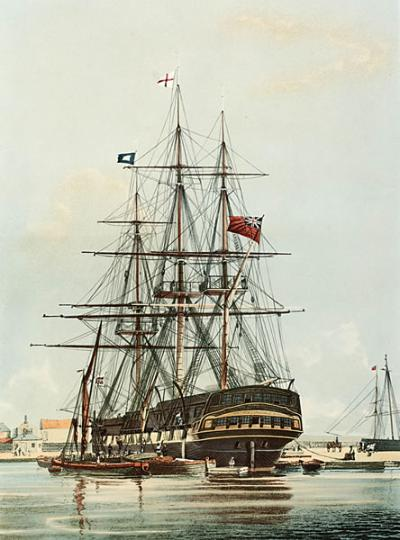
Вихід «ост-індійця» (1820) з доку у Східній Індії.

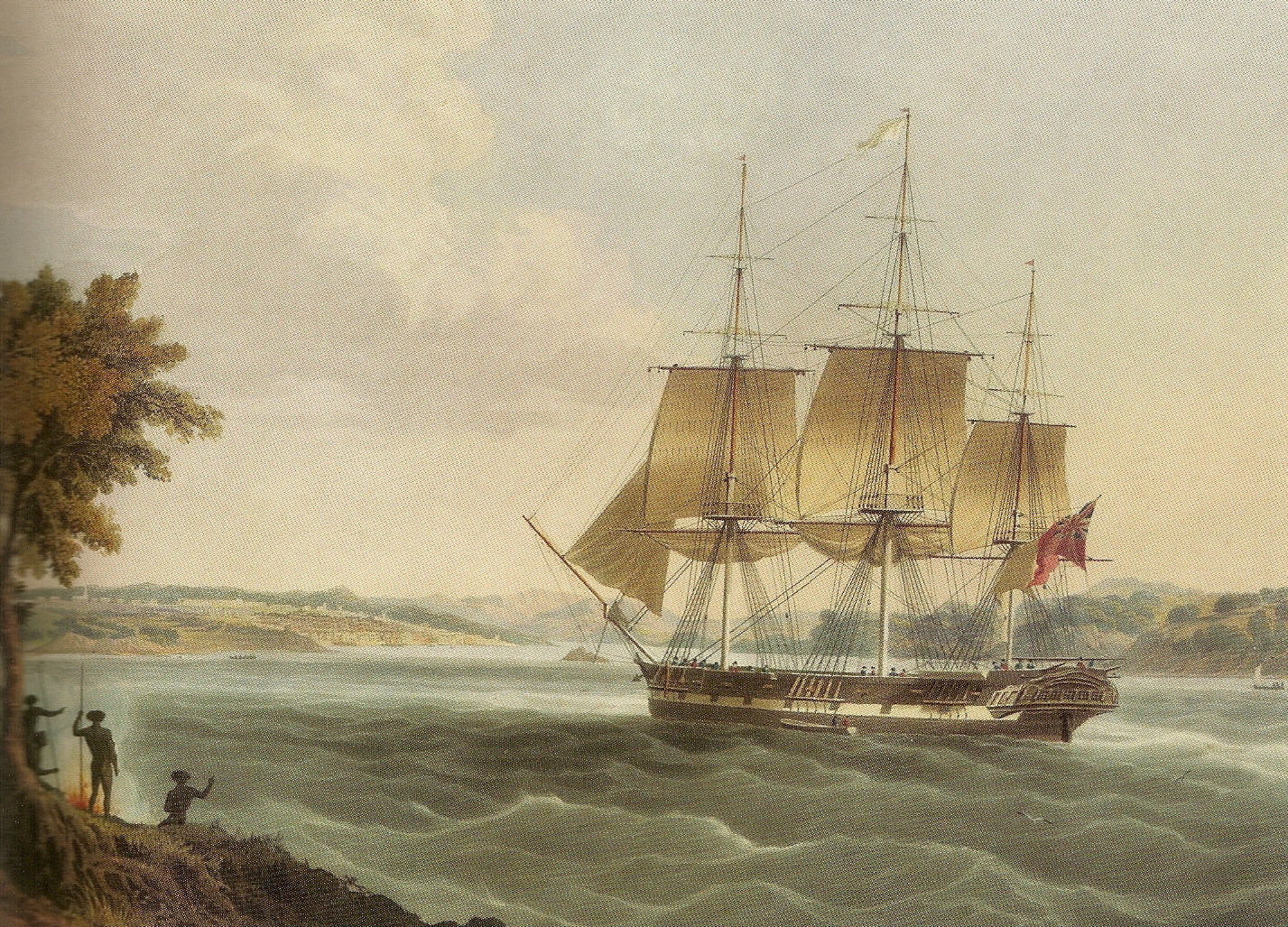
Східний Індіамен Мелліш у гавані Сіднея.

Ост-індійський корабель, «ост-індієць», «індіамен» (англ. East Indiaman) — вітрильний торговий корабель, що належав Британській Ост-Індійській компанії, або, значно рідше, голландській, шведській або іншій Ост-індійській компанії. Причому мається на увазі саме великий торговий корабель, зазвичай побудований на замовлення, на відміну від інших типів кораблів, що були у Компанії. Він був основою і обличчям її флоту, найвідомішим і найвпізнаванішим. Дуже часто ці кораблі мали великий тоннажем і потужне озброєння. Хоча тоннаж цих кораблів і був нижчий, ніж у військових кораблів, однак кілька ост-індійців також були куплені Королівським військово-морським флотом і поставлені на озброєння. Насправді різниця з військовими кораблями полягала в основному в кількості екіпажу. Це пояснювалося тим, що на військових кораблях була необхідність не тільки керувати кораблем, а й вправлятися з гарматами під час бою.

## Опис

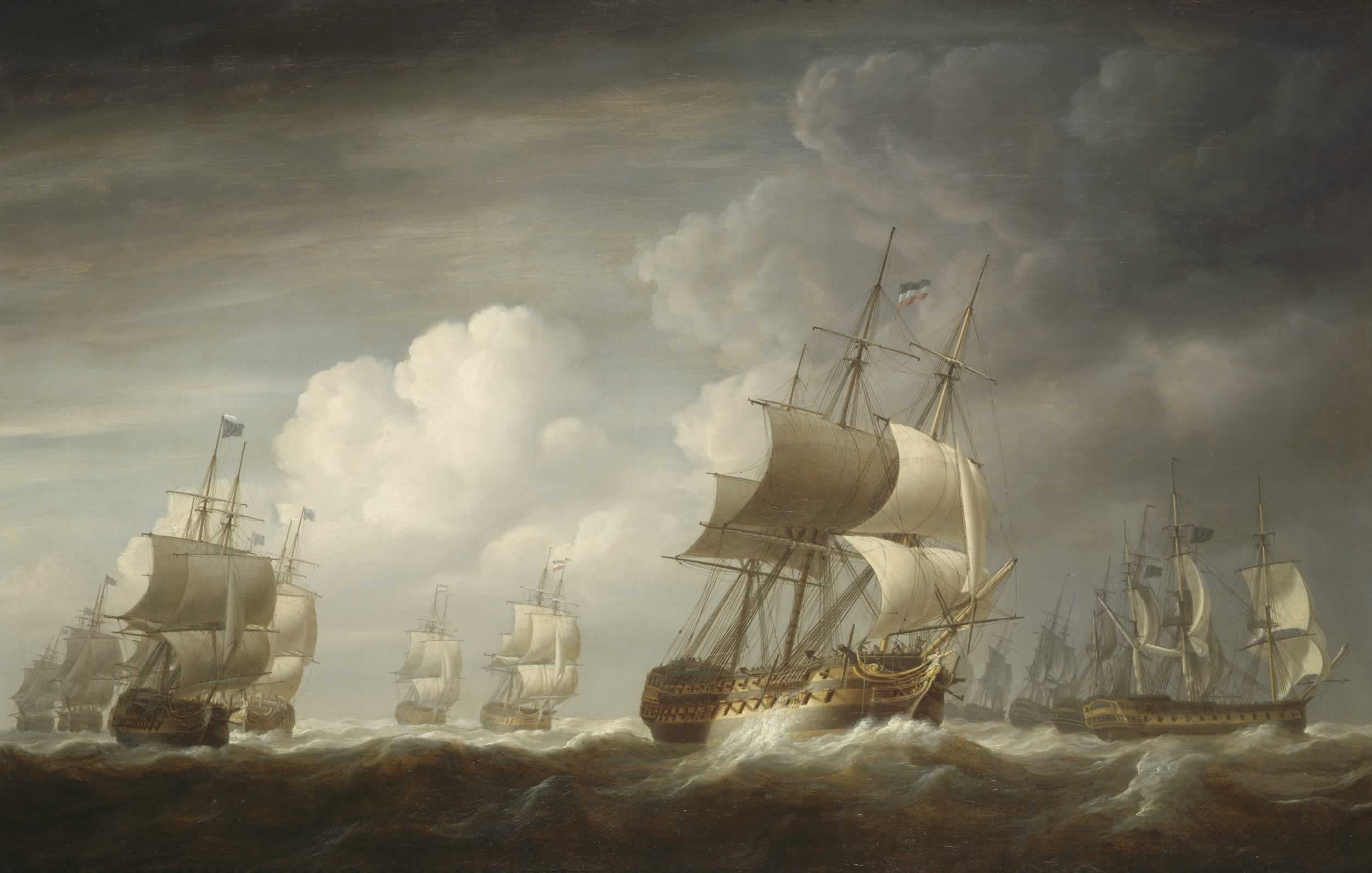
Флот «ост-індійців» на морі

Ост-індійські кораблі становлять особливий клас кораблів. Вони були розроблені як для перевезення пасажирів і вантажів, так і для захисту від піратів. За часів наполеонівських воєн їх часто фарбували схожими на військові кораблі, так аби зловмисник не міг бути впевнений, чи справді він бачить люки гармат, а за ними важке озброєння, чи перед ним просто муляжі. Насправді ці кораблі були озброєні 9-фунтовими гарматами, або так званими 18-фунтовими легкими гарматами. Ці гармати стріляли далеко, мали дуже виражену віддачу, однак були дуже легкі і неточні, за винятком коротких відстаней. У деяких випадках ці кораблі успішно протистояли атакам французів. Один з найвідоміших таких епізодів стався у 1804 р., Тоді флот, який складався з ост-індійця та деяких інших торгових кораблів, замаскованих як військові кораблі, під командуванням Натаніеля Данца, зіткнувся з французькою ескадрою, яка складалася з військового судна, двох фрегатів і корвета на чолі з адміралом Ш. Лінуа в Індійському океані. Флотилії розійшлися без втрат, хоча перевага була на боці французів. Бій, названий битвою при Пуло Аурі, змістовно описаний у романі Патріка О'Браєна « Добрий вітер Заходу»
Ост-індійські кораблі були найбільшими торговими кораблями, які регулярно будувались наприкінці XVIII та на початку ХІХ ст., І зазвичай становили від 110 до 1400 тонн. Двома найбільшими були граф Менсфілд і Ласселл, побудовані в Депфорді в 1795 році. Обидва вони були придбані Королівським військово-морським флотом і добудовані як чотирикласні 56-гарматні лінійні кораблі. В подальшому були перейменовані у Веймут і Мадрас відповідно. Вони були вагою 1426 тонн, і габаритами 175 футів, кіль 144 фути, шириною 43 фути, довжиною 17 футів.

## Відомі Ост-індійські кораблі
| Ім'я                 | Приналежність | Довжина <(м) | Тоннаж (тонни) | Служба    | Доля                                             | Коментар |
| -------------------- | ------------- | ------------ | -------------- | --------- | ------------------------------------------------ | --- |
| Адмірал Гарднер      | Англійська    | 44           | 816            | 1797-1809 | потерпілий                                       | Зазнав кораблетрощі на пісках Гудвін з втратою більшості екіпажу. Уламки знаходились у 1985 р. З відновленими багатьма монетами (переважно мідними). |
| Ельбермерл           | Англійська    | ?            | ?              | -1708     | втрачений                                        | Вибухнув поблизу Полперро своїм навантаженням алмазів, кави, шовку та індіго. Це було оголошено як загальну втрату, і мало вантажів було відновлено, але, як кажуть, більшість екіпажу вижили. Місце знаходження аварії досі невідомо.                                                    |
| Арністон             | Англійська    | 54           | 1200           | 1794-1815 | потерпілий                                       | Помилка навігації довготи через відсутність хронометра. Вижили лише 6 із 378 осіб на борту. Туристичний комплекс Арністон (Південна Африка), в Південно-Африканська Республіка названий на честь аварії.                                                                                  |
| Батавія              | Голландська   | 56.6         | ~1200          | 1628-1629 | затонув                                          | Він потрапив у кораловий риф на острові Бікон біля Австралії, але більшості пасажирів та екіпажу вдалося дістатися до сусіднього острова. У 1970 р. Були відновлені залишки корабля та багато артефактів.                                                                                 |
| Цейлон               | Англійська    | ?            | ?              | ?         | Захоплений в битві 3 липня 1810                  | |
| Доддінгтон           | Британська    | ?            | 499            | ?-1755    | зазнав аварії в бухті Алгоа                      | 23 з 270 вцілілих протягом деякого часу вижили на острові Птахи. Корабель перевозив значну кількість золота та срібла, частина з яких пізніше було незаконно вилучено, внаслідок чого відбувся судовий бій, зосереджений на Конвенції ЮНЕСКО про охорону підводного культурного надбання. |
| Даттон               | Англійська    | ?            | 755            | 1781-1796 | втрачений                                        | Орендований британським урядом для перевезення військ, він вибухнув біля Плімута Хо, при цьому більшість екіпажу та пасажирів були врятовані сером Едвардом Пеллеу. |
| Граф Абергавенні (I) | Англійська    | ?            | 1182           | 1789-1794 | ?                                                | |
| Граф Абергавенні     | Англійська    | ?            | 1460           | 1796-1805 | затонув                                          | Затонув в Ла-Манші з понад 250 жертвами. |
| Граф Менсфілд (I)    | Англійська    | ?            | 782            | 1777-1790 | ?                                                | |
| Граф Менсфілд (I)    | Англійська    | ?            | 1416           | 1795-?    | ?                                                | |
| Гетеборг             | Шведський     | ?            | ?              | ?         | Затонув біля Гетеборга в 1745                    | |
| Джоанна              | Англійська    | ?            | ?              | ?         | зруйнований поруч з Cape Agulhas l'8 червня 1682 | |
| Відбиття             | Англійська    | ?            | 1334           | 1820-1830 | ?                                                | |
| Royal Captain        | Англійська    | 44           | 860            | ?-1773    | затонув                                          | У Південнокитайському морі натрапив на скелю, 3 загинули та весь вантаж втрачено. Уламки знайшлись у 1999 році. |
| Сассекс              | Англійська    | ?            | 490            | 1736-1738 | затонув                                          | Затонув біля узбережжя Mozambico, розташований у 1987 році. Жодної уламки фактично не було виявлено, але вантаж був розсіяний на великій площі dell'atollo di Bassas da India a causa del moto ondoso.Виявлено кілька гармат, два якоря та тисячі фрагментів порцеляни.                   |
| Тріал                | Англійська    | ?            | 500            | 1621-1622 | затонув                                          | Ймовірне місце краху було знайдено в 1969 році біля узбережжя Західної Австралії, поблизу островів Монте-Белло. Щонайменше 95 із 143 чоловіків із екіпажу загинули, а через використання вибухових речовин під час обшуку залишилось лише декілька останків.                              |
| Віндхем              | Англійська    | ?            | ?              | ?         | Захоплений в битві 3 липня 1810                  | |

## Інші проєкти
- Вікісховище містить інші зображення та файли про Східний Індіаман